# Nancy (film)
Nancy è un film del 2018 diretto da Christina Choe.

## Trama
Nancy Freeman è una donna poco più che trentenne che vive col gatto Paul e con sua madre Betty, affetta dalla malattia di Parkinson, in una condizione di perenne disagio: oltre a dover badare alla donna, scorbutica e non più autosufficiente, Nancy non percepisce un forte legame con lei e non conserva un ricordo vivido della propria infanzia. Nel suo tempo libero crea continuamente false identità su Internet, con le quali truffa emotivamente le persone o racconta loro bugie sul suo vissuto. Quando viene a sapere dalla tv di una coppia, Ellen e Leo Lynch, la cui figlia è scomparsa trent'anni prima, la ragazza si convince di essere stata rapita da piccola e che questi sconosciuti possano essere i suoi genitori biologici. Ellen crede subito che possa essere davvero la sua bambina, mentre il marito è più scettico, tanto da far sottoporre tutti quanti al test del DNA.

## Promozione
Il primo trailer del film è stato diffuso il 2 maggio 2018.

## Distribuzione
La pellicola è stata presentata al Sundance Film Festival 2018 nella sezione U.S. Dramatic e distribuita nelle sale cinematografiche statunitensi a partire dall'8 giugno 2018. In Italia arriva in sala dal 12 dicembre 2019.

## Accoglienza

### Incassi
Nancy ha incassato 82 mila dollari al botteghino.

### Critica
Sull'aggregatore Rotten Tomatoes il film riceve l'84% delle recensioni professionali positive con un voto medio di 7 su 10 basato su 58 critiche, mentre su Metacritic ottiene un punteggio di 67 su 100 basato su 17 critiche.

## Riconoscimenti
- 2018 - Sundance Film Festival
  - Waldo Salt Screenwriting Award per la miglior sceneggiatura a Christina Choe
  - Candidatura per il Gran premio della giuria: U.S. Dramatic
- 2018 - Sitges - Festival internazionale del cinema fantastico della Catalogna
  - Miglior attrice ad Andrea Riseborough
- 2019 - Independent Spirit Awards[6]
  - Candidatura per la miglior sceneggiatura d'esordio a Christina Choe
  - Candidatura per la miglior attrice non protagonista a J. Smith-Cameron